# Slovenská extraliga ledního hokeje 2004/2005
Sezóna 2004/2005 byla 12. ročníkem Slovnaft extraligy. Vítězem se stal tým HC Slovan Bratislava.

## Konečná tabulka základní části
| Poř | Tým                       | B   | V  | VP | R  | PP | P  | Skóre   | +/-  |
| --- | ------------------------- | --- | -- | -- | -- | -- | -- | ------- | ---- |
| 1   | HKm Zvolen                | 107 | 31 | 5  | 4  | 1  | 13 | 185-128 | +57  |
| 2   | HC Slovan Bratislava      | 107 | 34 | 0  | 5  | 2  | 13 | 184-115 | +69  |
| 3   | HK Dukla Trenčín          | 102 | 31 | 1  | 7  | 1  | 14 | 200-127 | +73  |
| 4   | HC Košice                 | 95  | 29 | 1  | 6  | 2  | 16 | 156-124 | +32  |
| 5   | MHK Nitra                 | 87  | 26 | 1  | 7  | 2  | 18 | 152-146 | +6   |
| 6   | ŠKP Žilina                | 79  | 23 | 3  | 4  | 0  | 24 | 148-138 | +10  |
| 7   | HK Poprad                 | 72  | 19 | 2  | 11 | 1  | 21 | 133-134 | -1   |
| 8   | HK 32 Liptovský Mikuláš   | 64  | 18 | 1  | 8  | 1  | 26 | 139-166 | -27  |
| 9   | HK 36 Skalica             | 39  | 11 | 0  | 6  | 2  | 35 | 129-205 | -76  |
| 10  | Spartak Dubnica nad Váhom | 14  | 4  | 0  | 2  | 2  | 46 | 93-236  | -143 |

## Hráčské statistiky základní části

### Kanadské bodování
Toto je konečné pořadí hráčů podle dosažených bodů. Za jeden vstřelený gól nebo přihrávku na gól hráč získal jeden bod.
| Poř. | Hráč           | Tým                  | Z  | G  | A  | B  | TM | +/- |
| ---- | -------------- | -------------------- | -- | -- | -- | -- | -- | --- |
| 1.   | Pavol Demitra  | HK Dukla Trenčín     | 54 | 28 | 54 | 82 | 40 | 29  |
| 2.   | Jaroslav Kmit  | HC Košice            | 53 | 23 | 33 | 56 | 66 | 29  |
| 3.   | Richard Kapuš  | HC Slovan Bratislava | 52 | 17 | 37 | 54 | 52 | 15  |
| 4.   | Marián Gáborík | HK Dukla Trenčín     | 29 | 25 | 27 | 52 | 46 | 23  |
| 5.   | Arne Kroták    | HC Košice            | 51 | 26 | 25 | 51 | 70 | 29  |
| 6.   | Michal Beran   | ŠKP Žilina           | 52 | 21 | 22 | 43 | 28 | 20  |
| 7.   | Marián Hossa   | HK Dukla Trenčín     | 25 | 22 | 20 | 42 | 38 | 15  |
| 8.   | Juraj Halaj    | HK Poprad            | 52 | 21 | 20 | 41 | 14 | 7   |
| 9.   | Jiří Bicek     | HC Košice            | 54 | 18 | 23 | 41 | 41 | 69  |
| 10.  | Richard Šechny | HKm Zvolen           | 51 | 12 | 32 | 44 | 56 | -2  |

## Vyřazovací boje
|  | Čtvrtfinále             | Čtvrtfinále          |                  |   | Semifinále | Semifinále |  |  | Finále | Finále |
|  |                         |                      |                  |   |            |            |  |  |        |        |
|  |                         |                      |                  |   |            |            |  |  |        |        |
|  | HC Košice               | 4                    |                  |   |            |            |  |  |        |        |
|  | HC Košice               | 4                    |                  |   |            |            |  |  |        |        |
|  | MHK Nitra               | 1                    |                  |   |            |            |  |  |        |        |
|  | MHK Nitra               | 1                    | HC Košice        | 1 |            |            |  |  |        |        |
|  |                         |                      | HC Košice        | 1 |            |            |  |  |        |        |
|  |                         | HKm Zvolen           | 4                |   |            |            |  |  |        |        |
|  | HKm Zvolen              | HKm Zvolen           | 4                | 4 |            |            |  |  |        |        |
|  | HKm Zvolen              |                      |                  | 4 |            |            |  |  |        |        |
|  | HK 32 Liptovský Mikuláš | 1                    |                  |   |            |            |  |  |        |        |
|  | HK 32 Liptovský Mikuláš | 1                    | HKm Zvolen       | 3 |            |            |  |  |        |        |
|  |                         |                      | HKm Zvolen       | 3 |            |            |  |  |        |        |
|  |                         | HC Slovan Bratislava | 4                |   |            |            |  |  |        |        |
|  | HK Dukla Trenčín        | HC Slovan Bratislava | 4                | 4 |            |            |  |  |        |        |
|  | HK Dukla Trenčín        |                      |                  | 4 |            |            |  |  |        |        |
|  | ŠKP Žilina              | 1                    |                  |   |            |            |  |  |        |        |
|  | ŠKP Žilina              | 1                    | HK Dukla Trenčín | 3 |            |            |  |  |        |        |
|  |                         |                      | HK Dukla Trenčín | 3 |            |            |  |  |        |        |
|  |                         | HC Slovan Bratislava | 4                |   |            |            |  |  |        |        |
|  | HC Slovan Bratislava    | HC Slovan Bratislava | 4                | 4 |            |            |  |  |        |        |
|  | HC Slovan Bratislava    |                      |                  | 4 |            |            |  |  |        |        |
|  | HK Poprad               | 1                    |                  |   |            |            |  |  |        |        |
|  | HK Poprad               | 1                    |                  |   |            |            |  |  |        |        |

## První čtvrtfinále
- HC Košice – MHK Nitra 6 : 3 ( 1 : 2 , 2 : 1 , 3 : 0)
- HC Košice – MHK Nitra 3 : 2 SN (1 : 1 , 1 : 1 , 0 : 0 – 0 : 0 , 1 : 0)
- MHK Nitra – HC Košice 1 : 2 (1 : 0 , 0 : 2 , 0 : 0)
- MHK Nitra – HC Košice 5 : 3 (0 : 2 , 3 : 1 , 2 : 0)
- HC Košice – MHK Nitra 7 : 4 (2 : 2 , 4 : 1 , 1 : 1)
- Do semifinále postupuje HC Košice 4 : 1 na zápasy

## Druhé čtvrtfinále
- HK Dukla Trenčín – ŠKP Žilina 2 : 3 (1 : 1 , 1 : 2 , 0 : 0)
- HK Dukla Trenčín – ŠKP Žilina 4 : 3 PP (1 : 1 , 0 : 2 , 2 : 0 – 1 : 0)
- ŠKP Žilina – HK Dukla Trenčín 1 : 6 (0 : 1 , 1 : 5 , 0 : 0)
- ŠKP Žilina – HK Dukla Trenčín 3 : 6 (1 : 1 , 0 : 2 , 2 : 3)
- HK Dukla Trenčín – ŠKP Žilina 7 : 1 (3 : 0 , 1 : 1 , 3 : 0)
- Do semifinále postupuje HK Dukla Trenčín 4 : 1 na zápasy

## Třetí čtvrtfinále
- HC Slovan Bratislava – HK Poprad 4 : 3 (1 : 1 , 3 : 1 , 0 : 1)
- HC Slovan Bratislava – HK Poprad 5 : 0 (2 : 0 , 3 : 0 , 0 : 0)
- HK Poprad – HC Slovan Bratislava 4 : 3 SN (1 : 0 , 1 : 2 , 1 : 1 – 0 : 0 , 1 : 0)
- HK Poprad – HC Slovan Bratislava 2 : 4 – (0 : 0 , 0 : 1 , 2 : 3)
- HC Slovan Bratislava – HK Poprad 3 : 2 (1 : 0 , 1 : 1 , 1 : 0)
- Do semifinále postupuje HC Slovan Bratislava 4 : 1 na zápasy

## Čtvrté čtvrtfinále
- HKm Zvolen – HK 32 Liptovský Mikuláš 4 : 1 (1 : 0 , 0 : 0 , 3 : 1)
- HKm Zvolen – HK 32 Liptovský Mikuláš 4 : 1 (1 : 0 , 2 : 1 , 1 : 0)
- HK 32 Liptovský Mikuláš – HKm Zvolen 1 : 3 (1 : 1 , 0 : 1 , 0 : 1)
- HK 32 Liptovský Mikuláš – HKm Zvolen 4 : 1 (1 : 0 , 1 : 1 , 2 : 0)
- HKm Zvolen – HK 32 Liptovský Mikuláš 6 : 2 (2 : 0 , 2 : 2 , 2 : 0)
- Do semifinále postupuje HKm Zvolen 4 : 1 na zápasy

## První semifinále
- HC Slovan Bratislava – HK Dukla Trenčín 3 : 1 – (2 : 0 , 1 : 0 , 0 : 1)
- HC Slovan Bratislava – HK Dukla Trenčín 5 : 3 – (1 : 0 , 2 : 2 , 2 : 1)
- HK Dukla Trenčín – HC Slovan Bratislava 5 : 4 PP – (2 : 1 , 1 : 3 , 1 : 0 – 1 : 0)
- HK Dukla Trenčín – HC Slovan Bratislava 5 : 3 – (2 : 2 , 1 : 1 , 2 : 0)
- HC Slovan Bratislava – HK Dukla Trenčín 4 : 3 – (3 : 0 , 1 : 2 , 0 : 1)
- HK Dukla Trenčín – HC Slovan Bratislava 4 : 3 – (0 : 0 , 2 : 2 , 2 : 1)
- HC Slovan Bratislava – HK Dukla Trenčín 8 : 2 – (3 : 1 , 1 : 1 , 4 : 0)
- Do finále postupuje HC Slovan Bratislava 4 : 3 na zápasy

## Druhé semifinále
- HKm Zvolen – HC Košice 6 : 2 – (1 : 1, 4 : 1, 1 : 0)
- HKm Zvolen – HC Košice 3 : 0 – (0 : 0 , 1 : 0 , 2 : 0)
- HC Košice – HKm Zvolen 2 : 3 – (0 : 1 , 1 : 1 , 1 : 1)
- HC Košice – HKm Zvolen 4 : 2 – (1 : 1 , 1 : 0 , 2 : 1)
- HKm Zvolen – HC Košice 4 : 2 – (0 : 0 , 3 : 0 , 1 : 2)
- Do finále postupuje HKm Zvolen 4 : 1 na zápasy

## Finále
| Utkání   | Finalista            |      | Finalista            | Výsledek                    | Branky |
| -------- | -------------------- | ---- | -------------------- | --------------------------- | --- |
| 1.utkání | HKm Zvolen           | ---- | HC Slovan Bratislava | 2 : 3 (0 : 1, 1 : 1)        | 28:32 Erik Weissmann, 44:07 Richard Zedník 04:35 Martin Bartek, 32:57 Michal Hudec, 55:32 Miroslav Šatan                                           |
| 2.utkání | HKm Zvolen           | ---- | HC Slovan Bratislava | 4 : 1 (2 : 0, 1 : 1)        | 03:59 Peter Bartoš, 13:25 Daniel Babka, 37:47 Vladimír Országh, 44:59 Jaroslav Török 48:19 Martin Kuľha                                            |
| 3.utkání | HC Slovan Bratislava | ---- | HKm Zvolen           | 5 : 2 (0 : 1, 3 : 0, 2 : 1) | 23:52 Roman Stantien, 27:10 Ľubomír Višňovský, 36:05 Martin Kuľha, 44:45 Martin Kuľha, 59:18 Peter Junas 04:47 Peter Klepáč, 55:49 Ladislav Čierny |
| 4.utkání | HC Slovan Bratislava | ---- | HKm Zvolen           | 2 : 0 (1 : 0, 0 : 0, 1 : 0) | 14:16 Ivan Dornič, 52:37 Michal Hudec |
| 5.utkání | HKm Zvolen           | ---- | HC Slovan Bratislava | 5 : 2 (1 : 0, 3 : 1, 1 : 1) | 16:56 Vladimír Országh, 20:40 Daniel Babka, 23:27 Richard Zedník, 37:35 Michal Handzuš, 47:20 Richard Zedník 32:02 Zdeno Cíger, 50:17 Martin Hujsa |
| 6.utkání | HC Slovan Bratislava | ---- | HKm Zvolen           | 1 : 5 (0 : 2, 0 : 1, 1 : 2) | 42:49 Ľubomír Višňovský 15:17 Erik Weissmann, 19:00 Richard Šechný, 32:12 Vlastimil Plavucha, 45:39 Erik Weissmann, 51:35 Vladimír Országh         |
| 7.utkání | HKm Zvolen           | ---- | HC Slovan Bratislava | 1 : 3 (0 : 1, 0 : 1, 1 : 1) | 54:22 Ladislav Čierny 19:53 Martin Kuľha, 23:46 Richard Kapuš, 59:54 Miroslav Šatan                                                                |

## All-Star-Team
| Pozice  | Jméno             | Tým                  |
| ------- | ----------------- | -------------------- |
| Brankář | Karol Križan      | HKm Zvolen           |
| Obránce | Ľubomír Višňovský | HC Slovan Bratislava |
| Obránce | René Vydarený     | HC Slovan Bratislava |
| Útočník | Miroslav Šatan    | HC Slovan Bratislava |
| Útočník | Michal Handzuš    | HKm Zvolen           |
| Útočník | Pavol Demitra     | HK Dukla Trenčín     |

## Baráž o extraligu
- Spartak Dubnica nad Váhom (poslední z extraligy) – HK Topoľčany (vítěz 1. ligy) 4:2 na zápasy